# NefAZ
NefAZ (ros. НефАЗ, Нефтекамский автозавод, Nieftiekamskij Awtozawod) – rosyjskie przedsiębiorstwo produkujące autobusy, nadwozia wyładowcze, cysterny, przyczepy oraz naczepy. Przedsiębiorstwo zostało założone w 1972 roku, a jego siedziba mieści się w Nieftiekamsku.
Głównymi udziałowcami w spółce są KAMAZ (50,02% akcji) oraz rząd Republiki Baszkirii (28,50%).